# Yuko Yoneda
Yuko Yoneda (米田 祐子, Yoneda Yuko), née le 8 septembre 1979 dans la Préfecture de Hyōgo, est une nageuse synchronisée japonaise.

## Carrière
Lors des Jeux olympiques de 2000 à Sydney, Yuko Yoneda remporte la médaille d'argent olympique en ballet avec Rei Jimbo, Miho Takeda, Raika Fujii, Miya Tachibana, Yoko Isoda, Juri Tatsumi et sa sœur Yoko Yoneda.